# Alfred Newman
Alfred Newman (ur. 17 marca 1901 w New Haven, Connecticut, zm. 17 lutego 1970 w Hollywood, Kalifornia) – amerykański kompozytor, jeden z najważniejszych kompozytorów filmowych w historii Hollywood.
Autor muzyki do około 300 obrazów. 43-krotnie nominowany do Oscara; statuetkę odbierał 9 razy. Jest autorem muzyki towarzyszącej logo 20th Century Fox. Jego brat Lionel także był kompozytorem. Kompozytorami muzyki filmowej są również jego dwaj synowie – Thomas i David.
W roku 1947 poślubił Marthę Louise Montgomery. 
Zmarł na rozedmę płuc.